# Mauloutchia heckelii
Mauloutchia heckelii är en tvåhjärtbladig växtart som beskrevs av René Paul Raymond Capuron. Mauloutchia heckelii ingår i släktet Mauloutchia och familjen Myristicaceae. Inga underarter finns listade i Catalogue of Life.